# Special Cases
Singles de Massive Attack
Inertia Creeps (en)
(1998) Butterfly Caught (en)
(2003)
Special Cases est une chanson de Massive Attack présente sur l'album 100th Window (2003).
Sinéad O'Connor réalise les chants sur cette chanson.
La chanson est le premier single de l'album et a atteint la 15e place de l'UK Singles Chart.